# Catalogo Tycho-2
Il Catalogo Tycho-2 è un catalogo astronomico comprendente oltre 2 milioni e mezzo di stelle tra le più luminose.

## Il catalogo

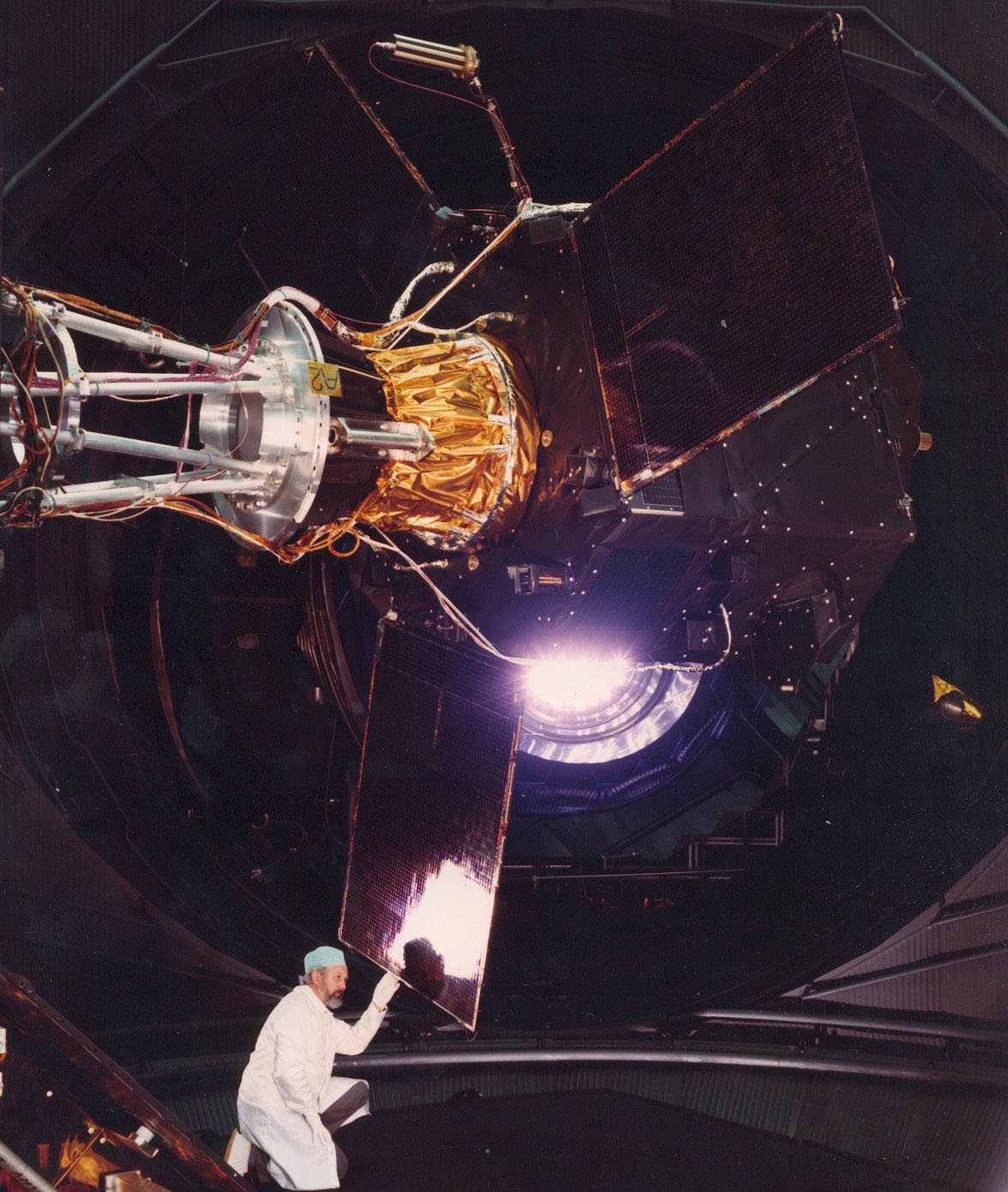
Il catalogo Tycho-2 è stato compilato utilizzando i dati del satellite astrometrico Hipparcos.

Tycho-2 contiene la posizione, il moto proprio e i dati fotometrici a 2 colori delle 2 539 913 stelle più luminose della Via lattea, di cui circa 6 000 visibili ad occhio nudo. Sono incluse anche le componenti di stelle doppie fino ad una separazione angolare di 0,8 secondi d'arco. Il catalogo è completo al 99% fino alla magnitudine V ~ 11,0, ovvero comprende il 99% di tutte le stelle con magnitudine più luminosa dell'undicesima, e al 90% fino alla magnitudine V ~ 11,5.
Le misure di posizione e magnitudine delle stelle di Tycho-2 si basano sulle osservazioni compiute dal satellite astronomico Hipparcos, costruito dall'Agenzia Spaziale Europea allo scopo di mappare tutto il cielo. Gli stessi dati raccolti da Hipparcos sono stati utilizzati precedentemente per la compilazione del catalogo Tycho-1. Tuttavia Tycho-2 contiene molti più oggetti e i suoi dati sono più precisi di quelli del predecessore, grazie all'utilizzo di tecniche di riduzione dei dati molto più avanzate.
Lo United States Naval Observatory (USNO) utilizzò i dati di Hipparcos per la compilazione dell'Astrographic Catalog/Tycho Reference Catalog, comprendente circa un milione di stelle. La grande differenza fra le epoche di osservazione degli oggetti compresi nell'Astrographic Catalogue (AC 2000) e nel catalogo Tycho-1, permise di aumentare la precisione delle misure dei moti propri delle stelle di circa un ordine di grandezza. Tycho-2 è ulteriormente più preciso.
Moti propri con una precisione di circa 2,5 mas/anno sono stati derivati dal confronto con AC 2000 e con altri 143 cataloghi astrometrici basati su osservazioni con strumenti da terra; tutte le coordinate sono state convertite al sistema di coordinate celesti di Hipparcos. Soltanto per 100 000 stelle non è stato possibile misurare il moto proprio. Per stelle più brillanti della magnitudine V = 9, l'errore della misura della posizione è di circa 7 milliarcosecondi, mentre per le stelle di tutto il catalogo è di circa 60 milliarcosecondi. Le osservazioni sono state compiute dal satellite dal 1989,85 al 1993,21; l'epoca media delle osservazioni è stabilita al 1991,5.
La precisione delle misure fotometriche per stelle più brillanti di V = 9 è pari a 0,013 magnitudini; per tutte le stelle del catalogo è di circa 0,10 magnitudini.

## Accedere al catalogo
Per accedere velocemente ai dati contenuti nel catalogo, ogni stella è stata identificata usando il numero della regione di cielo stabilita nel Guide Star Catalog (0001-9537) e un numero di cinque cifre che identifica le stelle all'interno di ogni regione; i due numeri sono separati dal punto decimale. Differenti software all'interno di IRAF  accedono ai dati di Tycho-2 utilizzando sia il numero identificativo e la regione del cielo che il sistema di coordinate celesti definito nel catalogo stesso.
L'European Southern Observatory (ESO) ha messo a disposizione un programma in Perl per estrarre i dati da Tycho-2 senza bisogno di IRAF.
È inoltre possibile accedere a Tycho-2 anche attraverso l'archivio dei cataloghi astronomici VizieR, mantenuto dal Centre de données astronomiques de Strasbourg, dove ha il numero di riferimento I/259.